# ریدلوو
ریدلوو (به لاتین: Řídelov) یک منطقهٔ مسکونی در جمهوری چک است که در ناحیه ییهلاوا واقع شده‌است. ریدلوو ۶٫۵۳ کیلومتر مربع مساحت و ۹۲ نفر جمعیت دارد و ۶۳۳ متر بالاتر از سطح دریا واقع شده‌است.